# Lecanora leptyrodes
Lecanora leptyrodes är en lavart som först beskrevs av William Nylander och som fick sitt nu gällande namn av Gunnar Bror Fritiof Degelius. 
Lecanora leptyrodes ingår i släktet Lecanora och familjen Lecanoraceae. Arten är reproducerande i Sverige.